# F (манга)
F (яп. エフ Эфу, Формула) — манга за авторством Нобору Рокуды о сельском парне, который мечтает участвовать в гонках Формулы-1.
Манга публиковалась с 15 июня 1985 года по 1992 год в журнале Big Comic Spirits, позже она вышла в 28 танкобонах. В 1991 году манга получила премию Shogakukan как лучшее сэйнэн-произведение года.
По мотивам манги был выпущен аниме-сериал, который транслировался по телеканалу Fuji TV с 9 марта 1988 года по 23 декабря 1988 года. Сериал также транслировался на территории Испании, Италии, Филиппинах, Португалии и Арабских странах.

## Сюжет
Сюжет разворачивается вокруг сельского парня Гуммы, который живёт вместе с одинокой матерью. Он является внебрачным сыном богатого и влиятельного бизнесмена и политика Соитиро Акаги, который отказался от Гуммы и его матери, чтобы избежать журналистского скандала.
Проходят годы, Гумма растёт и мечтает стать гонщиком. Однако спокойные дни Гуммы заканчиваются, когда умирает его мать, а отцу приходится взять сына на попечение. Но Соитиро всё равно стремится как можно реже пересекаться Гуммой, также его открыто начинает ненавидеть старший сводный брат Сёма. Однако у Гуммы совсем иные цели: он твёрдо намерен стать чемпионом Формулы-1, и решает в одиночку достичь заветной цели. Сначала он сдаёт на водительские права, а позже и вступает в гоночную команду «Курои». Впереди его ждут тяжёлые тренировки и продвижение к своей заветной цели. В этом Гумме будут помогать его новые друзья и союзники.

## Список персонажей
- Гумма Акаги (яп. 赤木 軍馬 Акаги Гумма) — главный герой истории, уверенный в себе, гордый и вспыльчивый парень с проблемным характером. Является внебрачным сыном влиятельного японского бизнесмена. После смерти матери оказывается принятым в семью отца, но не находит с ним общий язык.

Сэйю: Тосихико Сэки
- Тамоцу Оиси (яп. 大石 タモツ О:иси Тамоцу) — лучший друг Гуммы, в то же время полная его противоположность; застенчивый скромный, благоразумный, всегда избегает конфликтов и стремится выручать Гумму из неприятностей. Увлекается двигателями и мечтает разрабатывать их для гоночных машин Формулы-1.

Сэйю: Синносукэ Фуримото
- Соитиро Акаги (яп. 赤木 総一郎 Акаги Со:итиро:) — отрицательный персонаж и отец Гуммы, крупный предприниматель, который стремится увеличить свою роль в политике. Избегает Гумму, так как боится, что тот своими выходками и характером испортит имидж безупречного предпринимателя. В молодости участвовал во Второй мировой войне. Авторитарный, высокомерный, харизматичный, Соитиро находится в центре борьбы мира политики, бизнеса и должен сталкиваться с сильнейшими конкурентами и противниками. Для борьбы с ними Соитиро готов прибегать к самым жестоким методам.

Сэйю: Хиротака Судзуоки
- Юки (яп. ユキ) — горничная, работающая в доме Акаги. Лояльно относится к Гумме и позже вступает с ним в интимные отношения. Однако ей заинтересован Сёма. Впоследствии она решает стать парой для Сёмы, чтобы тайно финансировать Гумму и помогать в достижении его мечты, а позже беременеет и объявляет, что отцом будущего ребёнка является представитель другой богатой семьи, таким образом чуть не подорвав имидж семьи Акаги.

Сэйю: Юко Мидзутани
- Сёма Акаги (яп. 赤木 将馬 Акаги Сё:ма) — старший брат Гуммы, высокомерный и авторитарный, ненавидит Гумму, но завидует его огромной воле и решимости.

Сэйю: Киёюки Янада
- Юма Акаги (яп. 赤木 雄馬 Акаги Ю:ма) — младший брат Гуммы, единственный в семье, кто уважает парня. Занимается гонками и становится одним из серьёзнейших соперников для Гуммы на Ф3 и затем на Ф3000.

Сэйю: Кодзи Цудзитани
- Кадзуто Хидзири (яп. 聖 一人 Хидзири Кадзуто) — водитель машины FJ1600, один из серьёзнейших противников Гуммы, но в то же время и первый, кто лояльно к нему относился. Смертельно болен и во время финального тура умирает.

Сэйю: Хиротака Судзуоки
- Кадзуо Курои (яп. 黒井 和夫 Курои Кадзуо) — тренер команды «Курои». Бывший участник Формулы-1. Очень строгий тренер, который подвергает Гумму жёстким тренировкам. Сначала его команда была неизвестной, но после того, как туда вступает Гумма и команда начинает получать финансирование со стороны Юки, дела идут отлично.

Сэйю: Рюсукэ Обаяси
- Дзюнко Комори (яп. 小森 純子 Комори Дзюнко) — инструктор в автошколе, помогала Гумме получить водительские права. Сначала между ними развивается взаимная симпатия, которая перерастает в любовь. До основных событий в результате несчастного случая потеряла своего любовника — Рюдзу. Следует за Гуммой в Англию.

Сэйю: Сакико Тамагава
- Саюри Комори (яп. 小森 さゆり Комори Саюри) — тётя Дзюнко, вдова. Владелица пансионата, в котором на время останавливается Гумма. Встретилась с парнем, когда пыталась получить водительские права. Часто даёт советы и слова мудрости.

Сэйю: Кадзуэ Такахаси

## Саундтрек
Открывающие темы: «F», The Burst (1-21 эп.); «Love Affair», Кодзиро Симидзу (21-31 эп.)
Закрывающие темы: «Jama wa Sasenai», Hiroshi (1-21 эп.); «You Are My Energy», Синдзи Харада